# MGM-18 Lacrosse
Le MGM-18 Lacrosse fut un missile balistique à courte portée (SRBM) américain prévu pour appuyer les troupes au sol. Son premier vol d'essai eut lieu en 1954 et il fut déployé par l’US Army à partir de 1959, même s'il était encore en développement. Il est produit à près de 1 200 exemplaires.
Les difficultés techniques du programme furent trop sérieuses et cette arme nucléaire tactique fut retiré du service à partir de 1964.

## Développement
Le projet Lacrosse trouve son origine dans la demande, formulée par le Corps des Marines des États-Unis, d'un missile guidé à courte portée destiné à compléter l'artillerie de campagne conventionnelle. Le Bureau of Ordnance de la marine des États-Unis passa des contrats avec le Laboratoire de Physique Appliquée de l'université Johns Hopkins ainsi qu'avec le Laboratoire aéronautique Cornell en septembre 1947, afin de procéder à des études de conception se rapportant à cette mission.
Le système de missile était appelé Lacrosse en référence à la crosse (lacrosse en anglais). La raison était que le système utilisait une station d'observation avancée qui disposait d'une vue directe sur l'objectif. La station d'observation avancée était disposée sur une jeep et le contrôle du missile lui était transféré après son lancement, afin d'assurer son guidage final sur la cible. Cette procédure faisait penser au déroulement du jeu de crosse, dans lequel les joueurs passent la balle aux joueurs plus proches du but, d'où le nom attribué au système de missile.
En 1950, le corps de l'ordonnance de l'armée de terre (U.S. Army) ainsi que l'arsenal de Redstone prirent la responsabilité du projet, en application d'une doctrine attribuant à l'armée de terre la responsabilité de toutes les armes de courte portée basées à terre. Les universités Cornell et Johns Hopkins continuèrent d'être impliquées dans le projet, la première ayant la responsabilité de la conception du système de guidage.
En 1955, des contrats furent attribués à la société Glenn L. Martin Company pour lui permettre de participer à la recherche, au développement et à la production. Cette entreprise prit en charge une grande partie de la responsabilité du projet, puisque l'université Cornell limita son activité à l'extension des capacités du missile au-delà des demandes formulées à l'origine par les forces armées (en particulier dans le domaine du contrôle aéroporté, dont le financement a été stoppé en 1959).
Les premiers essais débutèrent en 1954 et les prototypes furent disponibles l'année suivante. Les difficultés rencontrées par le projet sont illustrées par la longue durée de la conception et des périodes d'essai, puisque le missile n'est entré en service qu'en juillet 1959. Parmi les problèmes on relevait des soucis concernant la fiabilité du système ainsi que des difficultés avec le guidage, dont les signaux étaient particulièrement sensibles au brouillage par contre-mesure électronique.
En 1956, le Laboratoire Fédéral des Télécommunications commença à étudier un système de guidage différent, connu sous le nom de MOD 1, qui aurait amélioré les performances du Lacrosse au regard des contre-mesure électroniques. Les recherches sur le MOD 1 ont toutefois pris fin en 1959, ce qui a provoqué le retrait du Corps des Marines du projet Lacrosse. Les premières unités reçurent des Lacrosse en 1959, bien que le système avait encore besoin d'être développé et amélioré.
Presque 1 200 missiles Lacrosse furent produits et déployés, pour un coût de 2 milliards de dollars (valeur 1996), sans compter le coût des têtes nucléaires.
Une maquette de MGM-18 Lacrosse est exposée au musée des missiles du centre de lancement de White Sands.

## Entrée en service
La première unité équipée du Lacrosse fut le 5e bataillon du 41e régiment d'artillerie, basé à Fort Sill, Oklahoma. Au total, 8 bataillons reçurent le Lacrosse en dotation, la plupart stationnés en Europe à l'exception d'un en Corée et d'un autre mis à la disposition du Strategic Army Corps.

## Désignation
Le projet d'origine, initié par la marine, était désigné S SM-N-9. Lorsqu'il fut transféré à l'armée de terre, le programme devint le S SM-G-12, puis le S SM-A-12 à la suite de changements mineurs dans le système de désignation de l'armée de terre. Quand il entra en service, le système d'arme devint le M-4 et ne reçut sa désignation de MGM-18A que quelques mois avant d'être déclaré obsolète.